# Liga de Voleibol Superior (femminile)
La Liga de Voleibol Superior è il massimo campionato dominicano, posto sotto l'egida della FeDoVoli.

## Albo d'oro
| Anno          | Podio         | Podio         | Podio         |               |
| Campione      | Seconda       | Terza         |               |               |
| ------------- | ------------- | ------------- | ------------- | ------------- |
| 2018 Dettagli | Caribeñas     | Cristo Rey    | Guerreras     |               |
| 2019 Dettagli | Mirador       | Caribeñas     | Cristo Rey    |               |
| 2020          | Non disputato | Non disputato | Non disputato | Non disputato |
| 2021 Dettagli | Cristo Rey    | Caribeñas     | Guerreras     |               |

## Palmarès
| Squadra    | Titolo | Stagione |
| ---------- | ------ | -------- |
| Caribeñas  | 1      | 2018     |
| Mirador    | 1      | 2019     |
| Cristo Rey | 1      | 2021     |